# Giải vô địch bóng đá U-17 thế giới 2015
Giải vô địch bóng đá U-17 thế giới 2015 (tiếng Anh: 2015 FIFA U-17 World Cup) là giải đấu lần thứ 16 của Giải vô địch bóng đá U-17 thế giới, và là lần thứ 16 kể từ khi giải thay đổi giới hạn tuổi từ dưới 16 tuổi tới dưới 17 tuổi vào năm 1998. Giải đấu được tổ chức ở Chile và diễn ra tại nhiều sân vận động khác nhau từ ngày 17 tháng 10 đến ngày 8 tháng 11 năm 2015.
Nigeria giành chức vô địch lần thứ 5 trong lịch sử sau khi vượt qua Mali với tỉ số 2-0 ở trận chung kết và trở thành đội tuyển thành công nhất với 5 lần vô địch.

## Lựa chọn chủ nhà
Có bốn quốc gia ứng cử làm chủ nhà giải đấu:
- Chile
- Nga
- Tunisia
- Wales

## Địa điểm
Cùng với đề xuất 10 địa điểm cho chủ nhà Chile của Cúp bóng đá Nam Mỹ 2015, Liên đoàn bóng đá Chile cũng đã công bố kế hoạch của mình của các U-17 World Cup trong cùng một năm. Ngày 8 tháng 4 năm 2014, 8 thành phố đã được xác nhận là chủ nhà của cạnh tranh, với Copiapó và Quillota được giảm xuống.
Ban tổ chức địa phương cũng cho biết rằng thành phố Santiago sẽ không đăng cai trận chung kết:
| La Serena                         | ChillánCoquimboConcepciónLa SerenaPuerto MonttSantiagoTalcaViña del Mar | Coquimbo                                                |
| --------------------------------- | ----------------------------------------------------------------------- | ------------------------------------------------------- |
| Sân vận động La Portada           | ChillánCoquimboConcepciónLa SerenaPuerto MonttSantiagoTalcaViña del Mar | Sân vận động Thành phố Francisco Sánchez Rumoroso       |
| Sức chứa: 18.243                  | ChillánCoquimboConcepciónLa SerenaPuerto MonttSantiagoTalcaViña del Mar | Sức chứa: 18.750                                        |
| Tập tin:La Portada La Serena.jpg  | ChillánCoquimboConcepciónLa SerenaPuerto MonttSantiagoTalcaViña del Mar |                                                         |
| Viña del Mar                      | ChillánCoquimboConcepciónLa SerenaPuerto MonttSantiagoTalcaViña del Mar | Santiago                                                |
| Sân vận động Sausalito            | ChillánCoquimboConcepciónLa SerenaPuerto MonttSantiagoTalcaViña del Mar | Sân vận động Quốc gia Julio Martínez Prádanos           |
| Sức chứa: 22.340                  | ChillánCoquimboConcepciónLa SerenaPuerto MonttSantiagoTalcaViña del Mar | Sức chứa: 48.665                                        |
|                                   | ChillánCoquimboConcepciónLa SerenaPuerto MonttSantiagoTalcaViña del Mar |                                                         |
| Talca                             | ChillánCoquimboConcepciónLa SerenaPuerto MonttSantiagoTalcaViña del Mar | Chillán                                                 |
| Sân vận động Fiscal de Talca      | ChillánCoquimboConcepciónLa SerenaPuerto MonttSantiagoTalcaViña del Mar | Sân vận động Thành phố Nelson Oyarzún Arenas từ Chillán |
| Sức chứa: 8.200                   | ChillánCoquimboConcepciónLa SerenaPuerto MonttSantiagoTalcaViña del Mar | Sức chứa: 12.000                                        |
|                                   | ChillánCoquimboConcepciónLa SerenaPuerto MonttSantiagoTalcaViña del Mar |                                                         |
| Concepción                        | ChillánCoquimboConcepciónLa SerenaPuerto MonttSantiagoTalcaViña del Mar | Puerto Montt                                            |
| Sân vận động Thành phố Conception | ChillánCoquimboConcepciónLa SerenaPuerto MonttSantiagoTalcaViña del Mar | Sân vận động khu vực Chinquihue                         |
| Sức chứa: 30.448                  | ChillánCoquimboConcepciónLa SerenaPuerto MonttSantiagoTalcaViña del Mar | Sức chứa: 10.000                                        |
|                                   | ChillánCoquimboConcepciónLa SerenaPuerto MonttSantiagoTalcaViña del Mar |                                                         |

## Các đội vượt qua vòng loại
Ngoài chủ nhà Chile, 23 quốc gia còn lại từ 6 châu lục vượt qua vòng loại sẽ tranh tài tại vòng chung kết:
| Liên đoàn                                | Giải đấu vượt qua vòng loại                   | Các đội vượt qua vòng loại                |
| ---------------------------------------- | --------------------------------------------- | ----------------------------------------- |
| AFC (châu Á)                             | Giải vô địch bóng đá U-16 châu Á 2014         | Úc · CHDCND Triều Tiên · Hàn Quốc · Syria |
| CAF (châu Phi)                           | Giải vô địch bóng đá U-17 châu Phi 2015       | Guinée · Mali · Nigeria · Nam Phi1        |
| CONCACAF (Trung Mỹ, Bắc Mỹ và Caribbean) | Giải vô địch bóng đá U-17 CONCACAF 2015       | Costa Rica · Honduras · México · Hoa Kỳ   |
| CONMEBOL (Nam Mỹ)                        | Chủ nhà                                       | Chile                                     |
| CONMEBOL (Nam Mỹ)                        | Giải vô địch bóng đá U-17 Nam Mỹ 2015         | Argentina · Brasil · Ecuador · Paraguay   |
| OFC (châu Đại Dương)                     | Giải vô địch bóng đá U-17 châu Đại Dương 2015 | New Zealand                               |
| UEFA (châu Âu)                           | Giải vô địch bóng đá U-17 châu Âu 2015        | Bỉ · Croatia · Anh · Pháp · Đức · Nga     |

1.^ Đội lần đầu tiên tham dự.

## Lịch trình và hạt giống
Lịch trình của giải đấu đã được công bố vào 5 tháng 5 năm 2015.
Lễ bốc thăm chính thức sẽ được tổ chức vào ngày 6 tháng 8 năm 2015 ở Santiago. Trong lễ bốc thăm, 24 đội được chia thành 4 nhóm:
- Nhóm 1: Chủ nhà và đương kim vô địch của 5 liên đoàn bóng đá (trừ UEFA)
- Nhóm 2: Các đội từ CONCACAF và AFC
- Nhóm 3: Các đội từ CAF và CONMEBOL
- Nhóm 4: Các đội từ UEFA

| Nhóm 1                                                                | Nhóm 2                                                 | Nhóm 3                                                      | Nhóm 4                                |
| --------------------------------------------------------------------- | ------------------------------------------------------ | ----------------------------------------------------------- | ------------------------------------- |
| Chile (A1) · Brasil · CHDCND Triều Tiên · Mali · México · New Zealand | Costa Rica · Honduras · Hoa Kỳ · Úc · Hàn Quốc · Syria | Guinée · Nigeria · Nam Phi · Argentina · Ecuador · Paraguay | Bỉ · Croatia · Anh · Pháp · Đức · Nga |

## Trọng tài
Tổng cộng có 21 trọng tài, 6 trọng tài dự bị, và 42 trợ lý trọng tài tham gia điều hành các trận đấu ở giải này.
| Liên đoàn | Trọng tài              | Trợ lý trọng tài                             | Trọng tài dự bị        |
| --------- | ---------------------- | -------------------------------------------- | ---------------------- |
| AFC       | Abdulrahman Al-Jassim  | Taleb Al-Marri Saud Al-Maqaleh               | Hettikamkanamge Perera |
| AFC       | Mohd Amirul Izwan      | Mohd Yusri Mohamad Azman Ismail              | Hettikamkanamge Perera |
| AFC       | Abdulla Hassan Mohamed | Mohamed Al-Hammadi Hasan Al-Mahri            | Hettikamkanamge Perera |
| CAF       | Mehdi Abid Charef      | Anouar Hmila Theogene Ndagijimana            | Bamlak Tessema Weyesa  |
| CAF       | Malang Diedhiou        | Djibril Camara Aboubacar Doumbouya           | Bamlak Tessema Weyesa  |
| CAF       | Janny Sikazwe          | Arsenio Marengula Jerson Emiliano Dos Santos | Bamlak Tessema Weyesa  |
| CONCACAF  | Valdin Legister        | Kedlee Powell Richard Washington             | Óscar Reyna            |
| CONCACAF  | Ricardo Montero        | Juan Mora Warner Castro                      | Óscar Reyna            |
| CONCACAF  | Héctor Rodríguez       | Cristian Ramírez Walter López Ramos          | Óscar Reyna            |
| CONMEBOL  | Enrique Cáceres        | Eduardo Cardozo Juan Zorrilla                | Gery Vargas            |
| CONMEBOL  | Diego Haro             | Raúl López Cruz Víctor Ráez                  | Gery Vargas            |
| CONMEBOL  | Wilson Lamouroux       | Alexander Guzman Wilmar Navarro              | Gery Vargas            |
| CONMEBOL  | Roberto Tobar          | Marcelo Barraza Christian Schiemann          | Gery Vargas            |
| OFC       | Nick Waldron           | Glen Lochrie Ravinesh Kumar                  | Kader Zitouni          |
| UEFA      | Yevhen Aranovskiy      | Ihor Alokhin Oleksandr Korniyko              | Stephan Klossner       |
| UEFA      | Deniz Aytekin          | Guido Kleve Markus Häcker                    | Stephan Klossner       |
| UEFA      | Ruddy Buquet           | Guillaume Debart Cyril Gringore              | Stephan Klossner       |
| UEFA      | Matej Jug              | Matej Žunič Gregor Rojko                     | Stephan Klossner       |
| UEFA      | Danny Makkelie         | Mario Diks Hessel Steegstra                  | Stephan Klossner       |
| UEFA      | Michael Oliver         | Stuart Burt Gary Beswick                     | Stephan Klossner       |
| UEFA      | Martin Strömbergsson   | Daniel Gustavsson Mehmet Culum               | Stephan Klossner       |

## Linh vật và khẩu hiệu
Linh vật và khẩu hiệu của giải đấu ("Una fiesta en nuestra cancha", a party on our pitch) được công bố vào ngày 7 tháng 10 năm 2014.

## Đội hình
Mỗi đội phải đặt tên cho 1 đội hình gồm 21 cầu thủ (3 trong số đó phải là thủ môn) theo thời hạn chót FIFA.
Tất cả các cầu thủ của đội bóng đại diện của mình đã được sinh ra vào hoặc sau ngày 1 tháng 1 năm 1998.

## Vòng bảng
Đội nhất và nhì bảng của mỗi bảng và bốn đội xếp thứ ba tốt nhất tiến thẳng vào vòng 16 đội. Các bảng xếp hạng của các đội trong mỗi bảng được xác định như sau:
1. Điểm thu được trong tất cả các trận đấu của bảng;
2. Số bàn thắng trong tất cả các trận đấu của bảng;
3. Số bàn thắng ghi được trong tất cả các trận đấu của bảng;

Nếu hai hoặc nhiều đội bằng nhau trên cơ sở của ba tiêu chí trên, thứ hạng của họ được xác định như sau:
1. Điểm thu được trong các trận đấu giữa các đội của bảng có liên quan;
2. Số bàn thắng trong các trận đấu giữa các đội của bảng có liên quan;
3. Số bàn thắng ghi được trong các trận đấu giữa các đội của bảng có liên quan;
4. Điểm công bằng (thẻ màu vàng đầu tiên: trừ 1 điểm; thẻ vàng / thẻ màu đỏ thứ hai gián tiếp: trừ 3 điểm; thẻ màu đỏ trực tiếp: trừ 3 điểm; thẻ màu vàng và thẻ màu đỏ trực tiếp: trừ 4 điểm);
5. Lễ bốc thăm do Ban tổ chức FIFA.

Tất cả giờ thi đấu tính theo giờ địa phương (UTC−03:00).

### Bảng A
| VT | Đội       | ST | T | H | B | BT | BB | HS | Đ | Kết quả vòng bảng                       |
| -- | --------- | -- | - | - | - | -- | -- | -- | - | --------------------------------------- |
| 1  | Nigeria   | 3  | 2 | 0 | 1 | 8  | 3  | +5 | 6 | Giành quyền vào vòng đấu loại trực tiếp |
| 2  | Croatia   | 3  | 1 | 2 | 0 | 5  | 4  | +1 | 5 | Giành quyền vào vòng đấu loại trực tiếp |
| 3  | Chile (H) | 3  | 1 | 1 | 1 | 6  | 7  | −1 | 4 | Giành quyền vào vòng đấu loại trực tiếp |
| 4  | Hoa Kỳ    | 3  | 0 | 1 | 2 | 3  | 8  | −5 | 1 |                                         |

| Nigeria                | 2–0      | Hoa Kỳ |
| ---------------------- | -------- | ------ |
| Agor 50' · Osimhen 61' | Chi tiết |        |

| Chile        | 1–1      | Croatia |
| ------------ | -------- | ------- |
| Y. Leiva 33' | Chi tiết | Moro 8' |

| Hoa Kỳ                    | 2–2      | Croatia                  |
| ------------------------- | -------- | ------------------------ |
| Pulisic 20' · Vazquez 40' | Chi tiết | Majić 65' · Ivanušec 77' |

| Chile       | 1–5      | Nigeria                                                            |
| ----------- | -------- | ------------------------------------------------------------------ |
| Allende 81' | Chi tiết | Chukwueze 1', 61' · Nwakali 17' (ph.đ.) · Osimhen 66' (ph.đ.), 86' |

| Hoa Kỳ      | 1–4      | Chile                                             |
| ----------- | -------- | ------------------------------------------------- |
| Vazquez 10' | Chi tiết | Allende 20' · Mazuela 52' · Jara 86' · Moya 90+3' |

| Croatia                 | 2–1      | Nigeria     |
| ----------------------- | -------- | ----------- |
| Brekalo 50' · Majić 54' | Chi tiết | Osimhen 20' |

### Bảng B
| VT | Đội      | ST | T | H | B | BT | BB | HS | Đ | Kết quả vòng bảng                       |
| -- | -------- | -- | - | - | - | -- | -- | -- | - | --------------------------------------- |
| 1  | Hàn Quốc | 3  | 2 | 1 | 0 | 2  | 0  | +2 | 7 | Giành quyền vào vòng đấu loại trực tiếp |
| 2  | Brasil   | 3  | 2 | 0 | 1 | 4  | 2  | +2 | 6 | Giành quyền vào vòng đấu loại trực tiếp |
| 3  | Anh      | 3  | 0 | 2 | 1 | 1  | 2  | −1 | 2 |                                         |
| 4  | Guinée   | 3  | 0 | 1 | 2 | 2  | 5  | −3 | 1 |                                         |

| Anh       | 1–1      | Guinée          |
| --------- | -------- | --------------- |
| Hinds 61' | Chi tiết | N. Bangoura 76' |

| Brasil | 0–1      | Hàn Quốc         |
| ------ | -------- | ---------------- |
|        | Chi tiết | Jang Jae-Won 79' |

| Anh | 0–1      | Brasil      |
| --- | -------- | ----------- |
|     | Chi tiết | Leandro 67' |

| Hàn Quốc        | 1–0      | Guinée |
| --------------- | -------- | ------ |
| Oh Se-Hun 90+2' | Chi tiết |        |

| Guinée      | 1–3      | Brasil                                         |
| ----------- | -------- | ---------------------------------------------- |
| Morlaye 83' | Chi tiết | Lincoln 15' (ph.đ.) · Leandro 33' · Arthur 67' |

| Hàn Quốc | 0–0      | Anh |
| -------- | -------- | --- |
|          | Chi tiết |     |

### Bảng C
| VT | Đội       | ST | T | H | B | BT | BB | HS | Đ | Kết quả vòng bảng                       |
| -- | --------- | -- | - | - | - | -- | -- | -- | - | --------------------------------------- |
| 1  | México    | 3  | 2 | 1 | 0 | 4  | 1  | +3 | 7 | Giành quyền vào vòng đấu loại trực tiếp |
| 2  | Đức       | 3  | 2 | 0 | 1 | 9  | 3  | +6 | 6 | Giành quyền vào vòng đấu loại trực tiếp |
| 3  | Úc        | 3  | 1 | 1 | 1 | 3  | 5  | −2 | 4 | Giành quyền vào vòng đấu loại trực tiếp |
| 4  | Argentina | 3  | 0 | 0 | 3 | 1  | 8  | −7 | 0 |                                         |

| Úc         | 1–4      | Đức                                            |
| ---------- | -------- | ---------------------------------------------- |
| Waring 54' | Chi tiết | Passlack 14' · Eggestein 25', 39' · Janelt 65' |

| México                           | 2–0      | Argentina |
| -------------------------------- | -------- | --------- |
| Magaña 10' · Venegas 77' (ph.đ.) | Chi tiết |           |

| Úc | 0–0      | México |
| -- | -------- | ------ |
|    | Chi tiết |        |

| Argentina | 0–4      | Đức                                                      |
| --------- | -------- | -------------------------------------------------------- |
|           | Chi tiết | Janelt 5' · Eggestein 32' · Passlack 45+2' · Schmidt 67' |

| Argentina            | 1–2      | Úc               |
| -------------------- | -------- | ---------------- |
| Conechny 67' (ph.đ.) | Chi tiết | Panetta 25', 52' |

| Đức           | 1–2      | México                  |
| ------------- | -------- | ----------------------- |
| Eggestein 68' | Chi tiết | López 59' · Venegas 65' |

### Bảng D
| VT | Đội      | ST | T | H | B | BT | BB | HS | Đ | Kết quả vòng bảng                       |
| -- | -------- | -- | - | - | - | -- | -- | -- | - | --------------------------------------- |
| 1  | Mali     | 3  | 2 | 1 | 0 | 5  | 1  | +4 | 7 | Giành quyền vào vòng đấu loại trực tiếp |
| 2  | Ecuador  | 3  | 2 | 0 | 1 | 6  | 3  | +3 | 6 | Giành quyền vào vòng đấu loại trực tiếp |
| 3  | Bỉ       | 3  | 1 | 1 | 1 | 2  | 3  | −1 | 4 | Giành quyền vào vòng đấu loại trực tiếp |
| 4  | Honduras | 3  | 0 | 0 | 3 | 2  | 8  | −6 | 0 |                                         |

| Bỉ | 0–0      | Mali |
| -- | -------- | ---- |
|    | Chi tiết |      |

| Honduras  | 1–3      | Ecuador                                          |
| --------- | -------- | ------------------------------------------------ |
| Grant 83' | Chi tiết | Guerrero 7' · Estupiñan 19' (ph.đ.) · Cortez 76' |

| Bỉ                     | 2–1      | Honduras  |
| ---------------------- | -------- | --------- |
| Vancamp 21' · Rigo 78' | Chi tiết | Leiva 49' |

| Ecuador               | 1–2      | Mali                    |
| --------------------- | -------- | ----------------------- |
| Estupiñan 70' (ph.đ.) | Chi tiết | Boubacar 9' · Malle 61' |

| Mali                                  | 3–0      | Honduras |
| ------------------------------------- | -------- | -------- |
| A. Haidara 7' · Dante 34' · Malle 56' | Chi tiết |          |

| Ecuador                   | 2–0      | Bỉ |
| ------------------------- | -------- | -- |
| Corozo 40' · Guerrero 73' | Chi tiết |    |

### Bảng E
| VT | Đội               | ST | T | H | B | BT | BB | HS | Đ | Kết quả vòng bảng                       |
| -- | ----------------- | -- | - | - | - | -- | -- | -- | - | --------------------------------------- |
| 1  | Nga               | 3  | 2 | 1 | 0 | 5  | 1  | +4 | 7 | Giành quyền vào vòng đấu loại trực tiếp |
| 2  | Costa Rica        | 3  | 1 | 1 | 1 | 4  | 4  | 0  | 4 | Giành quyền vào vòng đấu loại trực tiếp |
| 3  | CHDCND Triều Tiên | 3  | 1 | 1 | 1 | 3  | 4  | −1 | 4 | Giành quyền vào vòng đấu loại trực tiếp |
| 4  | Nam Phi           | 3  | 0 | 1 | 2 | 2  | 5  | −3 | 1 |                                         |

| Nam Phi  | 1–2      | Costa Rica                   |
| -------- | -------- | ---------------------------- |
| Mayo 90' | Chi tiết | Masis 7' · Reyes 63' (ph.đ.) |

| CHDCND Triều Tiên | 0–2    | Nga                     |
| ----------------- | ------ | ----------------------- |
|                   | Report | Galanin 3' · Chalov 52' |

| Nam Phi              | 1–1      | CHDCND Triều Tiên       |
| -------------------- | -------- | ----------------------- |
| Mukumela 10' (ph.đ.) | Chi tiết | Kim Wi-Song 17' (ph.đ.) |

| Nga        | 1–1      | Costa Rica  |
| ---------- | -------- | ----------- |
| Chalov 82' | Chi tiết | Ramírez 71' |

| Nga                        | 2–0      | Nam Phi |
| -------------------------- | -------- | ------- |
| Makhatadze 5' (ph.đ.), 89' | Chi tiết |         |

| Costa Rica | 1–2      | CHDCND Triều Tiên                        |
| ---------- | -------- | ---------------------------------------- |
| Mesén 84'  | Chi tiết | Pak Yong-Gwan 14' · Jong Chang-Bom 90+3' |

### Bảng F
| VT | Đội         | ST | T | H | B | BT | BB | HS  | Đ | Kết quả vòng bảng                       |
| -- | ----------- | -- | - | - | - | -- | -- | --- | - | --------------------------------------- |
| 1  | Pháp        | 3  | 3 | 0 | 0 | 14 | 4  | +10 | 9 | Giành quyền vào vòng đấu loại trực tiếp |
| 2  | New Zealand | 3  | 1 | 1 | 1 | 3  | 7  | −4  | 4 | Giành quyền vào vòng đấu loại trực tiếp |
| 3  | Paraguay    | 3  | 1 | 0 | 2 | 8  | 7  | +1  | 3 |                                         |
| 4  | Syria       | 3  | 0 | 1 | 2 | 1  | 8  | −7  | 1 |                                         |

| New Zealand | 1–6      | Pháp                                                                                          |
| ----------- | -------- | --------------------------------------------------------------------------------------------- |
| McGarry 76' | Chi tiết | McGarry 15' (l.n.) · Boutobba 32' · Maouassa 34' · Doucoure 42' · Georgen 45' · Edouard 90+2' |

| Syria      | 1–4      | Paraguay                                             |
| ---------- | -------- | ---------------------------------------------------- |
| Al-Aji 62' | Chi tiết | Morel 30' · Villalba 34' · Colmán 65' · Ferreira 90' |

| New Zealand | 0–0      | Syria |
| ----------- | -------- | ----- |
|             | Chi tiết |       |

| Paraguay                                        | 3–4      | Pháp                                         |
| ----------------------------------------------- | -------- | -------------------------------------------- |
| Aranda 45' (ph.đ.) · Villalba 57' · Paredes 62' | Chi tiết | Boutobba 3' · Ikone 22', 71' · Upamecano 59' |

| Pháp                                                | 4–0      | Syria |
| --------------------------------------------------- | -------- | ----- |
| Janvier 22', 46' · Edouard 32' · Claude Maurice 66' | Chi tiết |       |

| Paraguay    | 1–2      | New Zealand                |
| ----------- | -------- | -------------------------- |
| Ñamandú 43' | Chi tiết | Ashworth 11' · Imrie 90+1' |

### Thứ tự các đội xếp thứ ba
| VT | Bg | Đội               | ST | T | H | B | BT | BB | HS | Đ | Kết quả                 |
| -- | -- | ----------------- | -- | - | - | - | -- | -- | -- | - | ----------------------- |
| 1  | A  | Chile             | 3  | 1 | 1 | 1 | 6  | 7  | −1 | 4 | Vòng đấu loại trực tiếp |
| 2  | E  | CHDCND Triều Tiên | 3  | 1 | 1 | 1 | 3  | 4  | −1 | 4 | Vòng đấu loại trực tiếp |
| 3  | D  | Bỉ                | 3  | 1 | 1 | 1 | 2  | 3  | −1 | 4 | Vòng đấu loại trực tiếp |
| 4  | C  | Úc                | 3  | 1 | 1 | 1 | 3  | 5  | −2 | 4 | Vòng đấu loại trực tiếp |
| 5  | F  | Paraguay          | 3  | 1 | 0 | 2 | 8  | 7  | +1 | 3 |                         |
| 6  | B  | Anh               | 3  | 0 | 2 | 1 | 1  | 2  | −1 | 2 |                         |

## Vòng đấu loại trực tiếp
|  | Round of 16                | Round of 16               |                           |       | Tứ kết        | Tứ kết        |                           |                           | Bán kết | Bán kết |  |  | Chung kết | Chung kết |
|  |                            |                           |                           |       |               |               |                           |                           |         |         |  |  |           |           |
|  | 29 tháng 10 — Concepción   |                           |                           |       |               |               |                           |                           |         |         |  |  |           |           |
|  |                            |                           |                           |       |               |               |                           |                           |         |         |  |  |           |           |
|  | Croatia                    | 2                         |                           |       |               |               |                           |                           |         |         |  |  |           |           |
|  | Croatia                    | 2                         | 1 tháng 11 — Chillán      |       |               |               |                           |                           |         |         |  |  |           |           |
|  | Đức                        | 0                         |                           |       |               |               |                           |                           |         |         |  |  |           |           |
|  | Đức                        | 0                         | Croatia                   | 0     |               |               |                           |                           |         |         |  |  |           |           |
|  | 29 tháng 10 — Talca        |                           | Croatia                   | 0     |               |               |                           |                           |         |         |  |  |           |           |
|  |                            | Mali                      | 1                         |       |               |               |                           |                           |         |         |  |  |           |           |
|  | Mali                       | Mali                      | 1                         | 3     |               |               |                           |                           |         |         |  |  |           |           |
|  | Mali                       |                           | 5 tháng 11 — La Serena    | 3     |               |               |                           |                           |         |         |  |  |           |           |
|  | CHDCND Triều Tiên          | 0                         |                           |       |               |               |                           |                           |         |         |  |  |           |           |
|  | CHDCND Triều Tiên          | 0                         | Mali                      | 3     |               |               |                           |                           |         |         |  |  |           |           |
|  | 28 tháng 10 — La Serena    |                           | Mali                      | 3     |               |               |                           |                           |         |         |  |  |           |           |
|  |                            | Bỉ                        | 1                         |       |               |               |                           |                           |         |         |  |  |           |           |
|  | Hàn Quốc                   | Bỉ                        | 1                         | 0     |               |               |                           |                           |         |         |  |  |           |           |
|  | Hàn Quốc                   | 2 tháng 11 — Concepción   |                           | 0     |               |               |                           |                           |         |         |  |  |           |           |
|  | Bỉ                         | 2                         |                           |       |               |               |                           |                           |         |         |  |  |           |           |
|  | Bỉ                         | 2                         | Bỉ                        | 1     |               |               |                           |                           |         |         |  |  |           |           |
|  | 29 tháng 10 — Puerto Montt |                           | Bỉ                        | 1     |               |               |                           |                           |         |         |  |  |           |           |
|  |                            | Costa Rica                | 0                         |       |               |               |                           |                           |         |         |  |  |           |           |
|  | Pháp                       | Costa Rica                | 0                         | 0 (3) |               |               |                           |                           |         |         |  |  |           |           |
|  | Pháp                       |                           | 8 tháng 11 — Viña del Mar | 0 (3) |               |               |                           |                           |         |         |  |  |           |           |
|  | Costa Rica                 | 0 (5)                     |                           |       |               |               |                           |                           |         |         |  |  |           |           |
|  | Costa Rica                 | 0 (5)                     | Mali                      | 0     |               |               |                           |                           |         |         |  |  |           |           |
|  | 29 tháng 10 — Concepción   |                           | Mali                      | 0     |               |               |                           |                           |         |         |  |  |           |           |
|  |                            | Nigeria                   | 2                         |       |               |               |                           |                           |         |         |  |  |           |           |
|  | Nga                        | Nigeria                   | 2                         | 1     |               |               |                           |                           |         |         |  |  |           |           |
|  | Nga                        | 2 tháng 11 — Coquimbo     |                           | 1     |               |               |                           |                           |         |         |  |  |           |           |
|  | Ecuador                    | 4                         |                           |       |               |               |                           |                           |         |         |  |  |           |           |
|  | Ecuador                    | 4                         | Ecuador                   | 0     |               |               |                           |                           |         |         |  |  |           |           |
|  | 28 tháng 10 — Chillán      |                           | Ecuador                   | 0     |               |               |                           |                           |         |         |  |  |           |           |
|  |                            | México                    | 2                         |       |               |               |                           |                           |         |         |  |  |           |           |
|  | México                     | México                    | 2                         | 4     |               |               |                           |                           |         |         |  |  |           |           |
|  | México                     |                           | 5 tháng 11 — Concepción   | 4     |               |               |                           |                           |         |         |  |  |           |           |
|  | Chile                      | 1                         |                           |       |               |               |                           |                           |         |         |  |  |           |           |
|  | Chile                      | 1                         | México                    | 2     |               |               |                           |                           |         |         |  |  |           |           |
|  | 28 tháng 10 — Viña del Mar |                           | México                    | 2     |               |               |                           |                           |         |         |  |  |           |           |
|  |                            | Nigeria                   | 4                         |       | Tranh hạng ba | Tranh hạng ba |                           |                           |         |         |  |  |           |           |
|  | Brasil                     | Nigeria                   | 4                         | 1     | Tranh hạng ba | Tranh hạng ba |                           |                           |         |         |  |  |           |           |
|  | Brasil                     | 1 tháng 11 — Viña del Mar | 1 tháng 11 — Viña del Mar | 1     |               |               | 8 tháng 11 — Viña del Mar | 8 tháng 11 — Viña del Mar |         |         |  |  |           |           |
|  | New Zealand                | 1 tháng 11 — Viña del Mar | 1 tháng 11 — Viña del Mar | 0     |               |               | 8 tháng 11 — Viña del Mar | 8 tháng 11 — Viña del Mar |         |         |  |  |           |           |
|  | New Zealand                | Brasil                    | 0                         | 0     | Bỉ            | 3             |                           |                           |         |         |  |  |           |           |
|  | 28 tháng 10 — Viña del Mar | Brasil                    | 0                         |       | Bỉ            | 3             |                           |                           |         |         |  |  |           |           |
|  |                            | Nigeria                   | 3                         |       | México        | 2             |                           |                           |         |         |  |  |           |           |
|  | Nigeria                    | Nigeria                   | 3                         | 6     | México        | 2             |                           |                           |         |         |  |  |           |           |
|  | Nigeria                    |                           |                           | 6     |               |               |                           |                           |         |         |  |  |           |           |
|  | Úc                         | 0                         |                           |       |               |               |                           |                           |         |         |  |  |           |           |
|  | Úc                         | 0                         |                           |       |               |               |                           |                           |         |         |  |  |           |           |

### Vòng 16 đội
| Brasil                    | 1–0      | New Zealand |
| ------------------------- | -------- | ----------- |
| L. Henrique 90+6' (ph.đ.) | Chi tiết |             |

| México                                               | 4–1    | Chile        |
| ---------------------------------------------------- | ------ | ------------ |
| Zamudio 42' · López 61' · Aguirre 69' · Cortés 90+3' | Report | B. Leiva 40' |

| Nigeria                                                                  | 6–0      | Úc |
| ------------------------------------------------------------------------ | -------- | -- |
| Osimhen 22', 73', 79' · Nwakali 25' (ph.đ.) · Essien 86' · Chukwueze 88' | Chi tiết |    |

| Hàn Quốc | 0–2      | Bỉ                        |
| -------- | -------- | ------------------------- |
|          | Chi tiết | Vancamp 11' · Verreth 67' |

| Croatia                 | 2–0      | Đức |
| ----------------------- | -------- | --- |
| Moro 18' · Lovren 90+1' | Chi tiết |     |

| Mali                        | 3–0      | CHDCND Triều Tiên |
| --------------------------- | -------- | ----------------- |
| Haidara 8' · Maika 37', 48' | Chi tiết |                   |

| Nga        | 1–4      | Ecuador                                     |
| ---------- | -------- | ------------------------------------------- |
| Chalov 16' | Chi tiết | Pereira 3', 65' · Corozo 17' · Nazareno 78' |

| Pháp                                         | 0–0      | Costa Rica                                    |
| -------------------------------------------- | -------- | --------------------------------------------- |
|                                              | Chi tiết |                                               |
| Loạt sút luân lưu                            |          |                                               |
| Edouard · Cognat · Reine Adelaide · Boutobba | 3–5      | Córdoba · Juárez · Arboine · Villegas · Reyes |

### Tứ kết
| Brasil | 0–3      | Nigeria                                 |
| ------ | -------- | --------------------------------------- |
|        | Chi tiết | Osimhen 29' · Michael 30' · Anumudu 34' |

| Croatia | 0–1      | Mali      |
| ------- | -------- | --------- |
|         | Chi tiết | Koita 20' |

| Ecuador | 0–2      | México                            |
| ------- | -------- | --------------------------------- |
|         | Chi tiết | Zamudio 41' · Salazar 55' (ph.đ.) |

| Bỉ       | 1–0      | Costa Rica |
| -------- | -------- | ---------- |
| Rigo 27' | Chi tiết |            |

### Bán kết
| Mali                                 | 3–1      | Bỉ       |
| ------------------------------------ | -------- | -------- |
| Boubacar 22' · Maïga 55' · Koita 85' | Chi tiết | Rigo 16' |

| México                 | 2–4      | Nigeria                                                      |
| ---------------------- | -------- | ------------------------------------------------------------ |
| Magaña 8' · Cortés 60' | Chi tiết | Nwakali 35' · Okwonkwo 43' · Ebere 67' · Osimhen 83' (ph.đ.) |

### Tranh hạng ba
| Bỉ                                       | 3–2      | México                          |
| ---------------------------------------- | -------- | ------------------------------- |
| Van Vaerenbergh 54' · Vanzeir 73', 90+3' | Chi tiết | Marín 58' (ph.đ.) · Venegas 88' |

### Chung kết
| Mali | 0–2      | Nigeria                    |
| ---- | -------- | -------------------------- |
|      | Chi tiết | Osimhen 56' · Bamgboye 59' |

## Đội vô địch
| Vô địch FIFA U-17 World Cup 2015 Nigeria Lần thứ năm |

## Giải thưởng
| Quả bóng vàng             | Quả bóng bạc             | Quả bóng đồng            |
| ------------------------- | ------------------------ | ------------------------ |
| Kelechi Nwakali           | Victor Osimhen           | Aly Malle                |
| Chiếc giày vàng           | Chiếc giày bạc           | Chiếc giày đồng          |
| Victor Osimhen            | Johannes Eggestein       | Kelechi Nwakali          |
| 10 bàn (2 đường kiến tạo) | 4 bàn (0 đường kiến tạo) | 3 bàn (3 đường kiến tạo) |
| Găng tay vàng             |                          |                          |
| Samuel Diarra             |                          |                          |
| Đội đoạt giải phong cách  |                          |                          |
| Ecuador                   |                          |                          |

## Bảng xếp hạng giải đấu
| VT | Đội               | ST | T | H | B | BT | BB | HS  | Đ  | Kết quả chung cuộc    |
| -- | ----------------- | -- | - | - | - | -- | -- | --- | -- | --------------------- |
| 1  | Nigeria           | 7  | 6 | 0 | 1 | 23 | 5  | +18 | 18 | Vô địch               |
| 2  | Mali              | 7  | 5 | 1 | 1 | 12 | 4  | +8  | 16 | Á quân                |
| 3  | Bỉ                | 7  | 4 | 1 | 2 | 9  | 8  | +1  | 13 | Hạng ba               |
| 4  | México            | 7  | 4 | 1 | 2 | 14 | 9  | +5  | 13 | Hạng tư               |
|    |                   |    |   |   |   |    |    |     |    |                       |
| 5  | Ecuador           | 5  | 3 | 0 | 2 | 10 | 6  | +4  | 9  | Bị loại ở tứ kết      |
| 6  | Brasil            | 5  | 3 | 0 | 2 | 5  | 5  | 0   | 9  | Bị loại ở tứ kết      |
| 7  | Croatia           | 5  | 2 | 2 | 1 | 7  | 5  | +2  | 8  | Bị loại ở tứ kết      |
| 8  | Costa Rica        | 5  | 1 | 2 | 2 | 4  | 5  | −1  | 5  | Bị loại ở tứ kết      |
|    |                   |    |   |   |   |    |    |     |    |                       |
| 9  | Pháp              | 4  | 3 | 1 | 0 | 14 | 4  | +10 | 10 | Bị loại ở vòng 16 đội |
| 10 | Nga               | 4  | 2 | 1 | 1 | 6  | 5  | +1  | 7  | Bị loại ở vòng 16 đội |
| 11 | Hàn Quốc          | 4  | 2 | 1 | 1 | 2  | 2  | 0   | 7  | Bị loại ở vòng 16 đội |
| 12 | Đức               | 4  | 2 | 0 | 2 | 9  | 5  | +4  | 6  | Bị loại ở vòng 16 đội |
| 13 | Chile (H)         | 4  | 1 | 1 | 2 | 7  | 11 | −4  | 4  | Bị loại ở vòng 16 đội |
| 14 | CHDCND Triều Tiên | 4  | 1 | 1 | 2 | 3  | 7  | −4  | 4  | Bị loại ở vòng 16 đội |
| 15 | New Zealand       | 4  | 1 | 1 | 2 | 3  | 8  | −5  | 4  | Bị loại ở vòng 16 đội |
| 16 | Úc                | 4  | 1 | 1 | 2 | 3  | 11 | −8  | 4  | Bị loại ở vòng 16 đội |
|    |                   |    |   |   |   |    |    |     |    |                       |
| 17 | Paraguay          | 3  | 1 | 0 | 2 | 8  | 7  | +1  | 3  | Bị loại ở vòng bảng   |
| 18 | Anh               | 3  | 0 | 2 | 1 | 1  | 2  | −1  | 2  | Bị loại ở vòng bảng   |
| 19 | Guinée            | 3  | 0 | 1 | 2 | 2  | 5  | −3  | 1  | Bị loại ở vòng bảng   |
| 19 | Nam Phi           | 3  | 0 | 1 | 2 | 2  | 5  | −3  | 1  | Bị loại ở vòng bảng   |
| 21 | Hoa Kỳ            | 3  | 0 | 1 | 2 | 3  | 8  | −5  | 1  | Bị loại ở vòng bảng   |
| 22 | Syria             | 3  | 0 | 1 | 2 | 1  | 8  | −7  | 1  | Bị loại ở vòng bảng   |
| 23 | Honduras          | 3  | 0 | 0 | 3 | 2  | 8  | −6  | 0  | Bị loại ở vòng bảng   |
| 24 | Argentina         | 3  | 0 | 0 | 3 | 1  | 8  | −7  | 0  | Bị loại ở vòng bảng   |

## Danh sách cầu thủ ghi bàn
10 bàn
- Victor Osimhen

4 bàn
- Johannes Eggestein

3 bàn
- Dante Rigo
- Sidiki Maika
- Francisco Venegas
- Samuel Chukwueze
- Kelechi Nwakali
- Fedor Chalov

2 bàn
- Nicholas Panetta
- Jorn Vancamp
- Dante Vanzeir
- Leandro
- Marcelo Allende
- Karlo Majić
- Nikola Moro
- Washington Corozo
- Pervis Estupiñan
- Yeison Guerrero
- Jhon Pereira
- Bilal Boutobba
- Odsonne Edouard
- Nanimato Ikone
- Nicolas Janvier
- Vitaly Janelt
- Felix Passlack
- Amadou Haidara
- Sekou Koita
- Aly Malle
- Boubacar Traore
- Diego Cortés
- Pablo López
- Kevin Magaña
- Claudio Zamudio
- Julio Villalba
- Georgy Makhatadze
- Brandon Vazquez

1 bàn
- Tomás Conechny
- Pierce Waring
- Dennis Van Vaerenbergh
- Matthias Verreth
- Arthur
- Lincoln
- Luís Henrique
- Gonzalo Jara
- Brian Leiva
- Yerko Leiva
- Gabriel Mazuela
- Camilo Moya
- Kevin Masis
- Diego Mesén
- Sergio Ramírez Montero
- Andy Reyes
- Josip Brekalo
- Luka Ivanušec
- Davor Lovren
- Joan Cortez
- Juan Enrique Nazareno
- Kaylen Hinds
- Alexis Claude Maurice
- Mamadou Doucoure
- Alec Georgen
- Christ-Emmanuel Maouassa
- Dayot Upamecano
- Niklas Schmidt
- Naby Bangoura
- Morlaye Sylla
- Foslyn Grant
- Jafeth Leiva
- Abdoul Karim Danté
- Eduardo Aguirre
- Ricardo Marín
- Bryan Salazar
- Hunter Ashworth
- Lucas Imrie
- James McGarry
- Udochukwu Anumudu
- Chukwudi Agor
- Funsho Bamgboye
- Christian Ebere
- Edidiong Essien
- Kingsley Michael
- Orji Okwonkwo
- Jong Chang-Bom
- Kim Wi-Song
- Pak Yong-Gwan
- Arturo Aranda
- David Colmán
- Sebastián Ferreira
- Jorge Morel
- Marcelino Ñamandú
- Cristian Paredes
- Ivan Galanin
- Jang Jae-Won
- Oh Se-Hun
- Khanyisa Mayo
- Thendo Mukumela
- Anas Al-Aji
- Christian Pulisic

phản lưới nhà
- James McGarry (trận gặp Pháp)

## Tiếp thị

### Tài trợ
Các đối tác của FIFA
- Adidas
- Coca-Cola
- Gazprom
- Visa
- Hyundai

Các nhà cung cấp quốc gia
- Clinica MEDS
- Movistar Chile
- Pullman bus
- Universidad Santo Tomás

### Linh vật và nhạc hiệu
Linh vật chính thức của giải đấu là một cậu bé tên là Brochico và nhạc hiệu chính thức được sáng tác bởi DJ Méndez, được công bố vào ngày 9 tháng 7 năm 2015

## Truyền thông

### Hoa Kỳ
Fox Sports: tiếng Anh, Telemundo: tiếng Tây Ban Nha

### Canada
TSN.

### Indonesia
Rajawali Televisi

### Vương quốc Anh và Ireland
Eurosport.

### New Zealand
Sky Sport

### Nam Phi, châu Phi Sahara và Nigeria
Startimes Sports

### Hàn Quốc
SBS, KBS, và MBC